# Vía procesional
Una vía procesional es un camino ceremonial que fue utilizado desde la antigüedad. Estas vías podían cumplir funciones religiosas, de gobierno o de celebración.
Los primeros ejemplos de este tipo de vías fundamentalmente peatonales se encuentran en Egipto, Babilonia y Creta. Era famosa la vía procesional de Abidos y la Avenida de las Procesiones era la principal vía de Babilonia, construida por el rey Nabucodonosor II.
Las antiguas calzadas procesionales se asociaban a menudo con el diseño de palacios tales como el de Festos, en la Creta minoica.
La vía procesional es también un elemento de diseño contemporáneo de jardines al aire libre.